# Periphyton

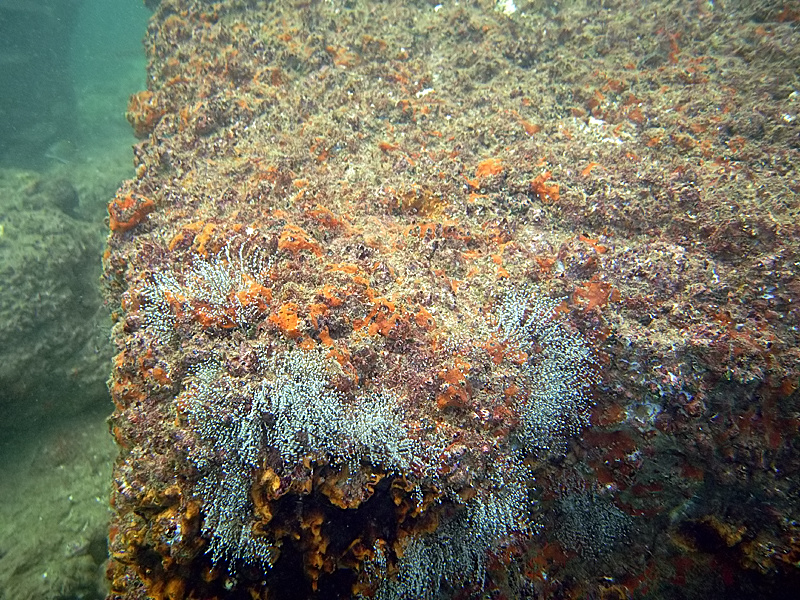
Periphyton auf Steinfragmenten (im Unterwassermuseum in der Nähe des einstigen Leuchtturms, Alexandria, Ägypten)

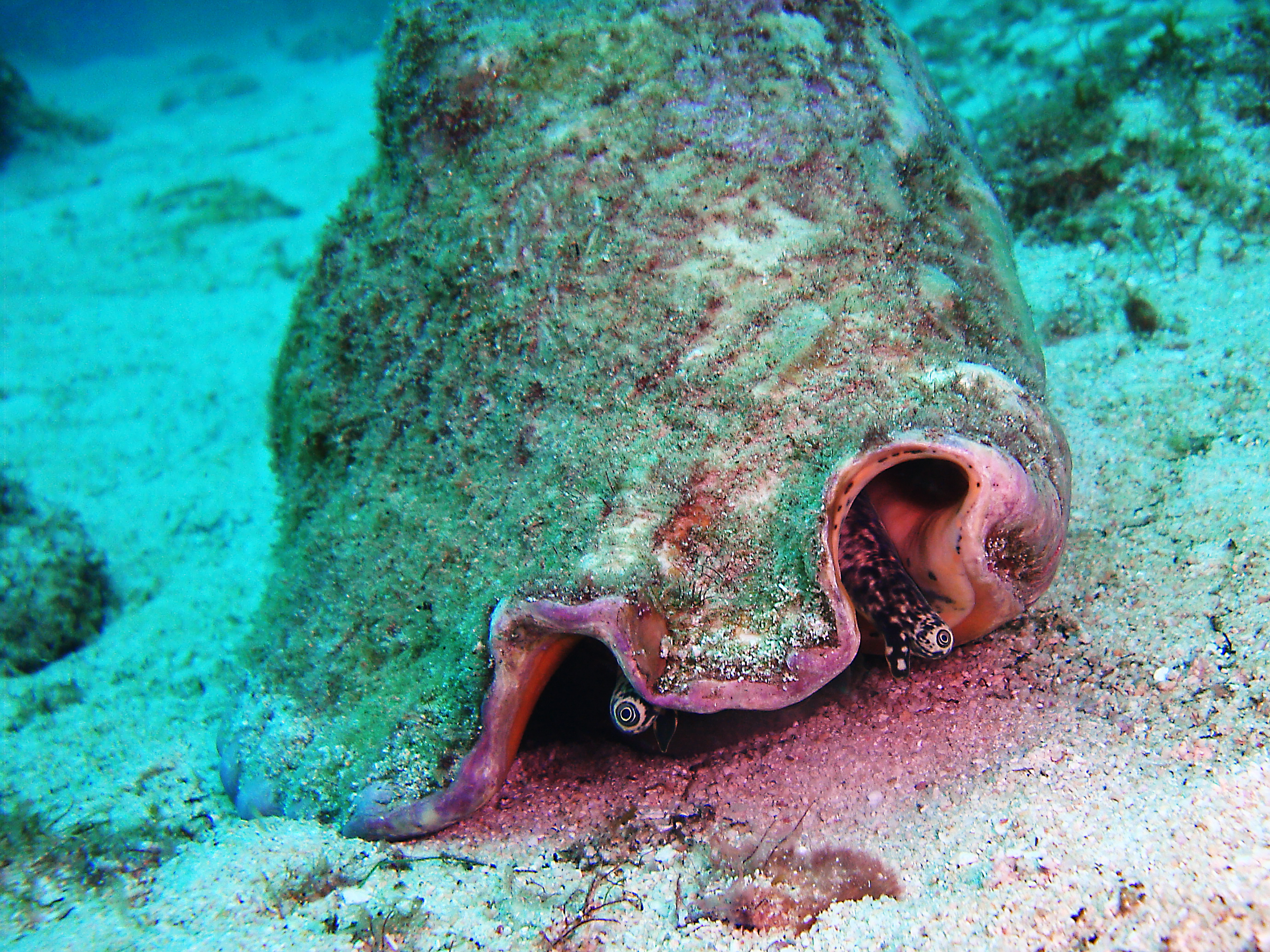
Periphyton auf Großer Fechterschnecke

Periphyton (altgriechisch περί perí, deutsch ‚um, herum‘ und altgriechisch φυτόν phytón, deutsch ‚Pflanze‘) oder Aufwuchs (englisch aufwuchs) oder Bewuchs (englisch bewuchs) bezeichnet hydrobiologisch den Bewuchs an submersen (unter der Wasseroberfläche befindlichen) Substraten (Oberflächen wie z. B. Steine) und stellt einen wichtigen Teil des Benthos im Salz- und Süßwasser dar.

## Begriffseinführungen
- Die Bezeichnung „Aufwuchs“ wurde 1905 durch den deutschen Hydrobiologen Arthur Seligo (1859–1932) verwendet.[3]
- Der Begriff „Bewuchs“ wurde 1915 durch den deutschen Hydrobiologen Ernst Hentschel (1876–1945) eingeführt.[3]
- Der deutsche Hydrobiologe Alfred Willer (1889–1952)[4] differenzierte 1920 „Aufwuchs“ für Periphyton auf lebendem Substrat und „Bewuchs“ auf totem.[3]
- Die Bezeichnung „Periphyton“ wurde 1924 durch A. L. Behning eingeführt, ursprünglich nur für die Anhaftungen auf künstlichen Substraten.[5][3]

Heute werden die Begriffe „Aufwuchs“ und „Periphyton“ weitgehend unabhängig von der Art des Substrates weitgehend synonym verwendet.

## Unterschiedliche Definitionen
Im engeren Sinn umfasst Periphyton nur die Flora z. B. aus kleinen grünen Algen und Kieselalgen.
Im weiteren Sinn umfasst Periphyton auch die in oder an dieser Flora lebende teilweise artenreiche Fauna (Mikro- und Meiofauna) aus Protozoen, kleinen vielzelligen Tieren (Schnecken, Kleinkrebse, Rädertierchen, im Süßwasser auch Insektenlarven, Wenigborster und Bärtierchen) als Nahrung.
Aufwuchs wird meist auf die Gesamtheit aus Flora und Mikro- und Meiofauna bezogen. Rein auf die Flora bezogen, werden auch spezifizierte Begriffe wie „Aufwuchsalgen“ verwendet.
Handelt es sich beim Substrat allerdings um lebende Pflanzen, so wird beispielsweise ein Algenbewuchs weniger Periphyton als vielmehr Epiphyten bezeichnet, die Trägerpflanze als Phorophyt.

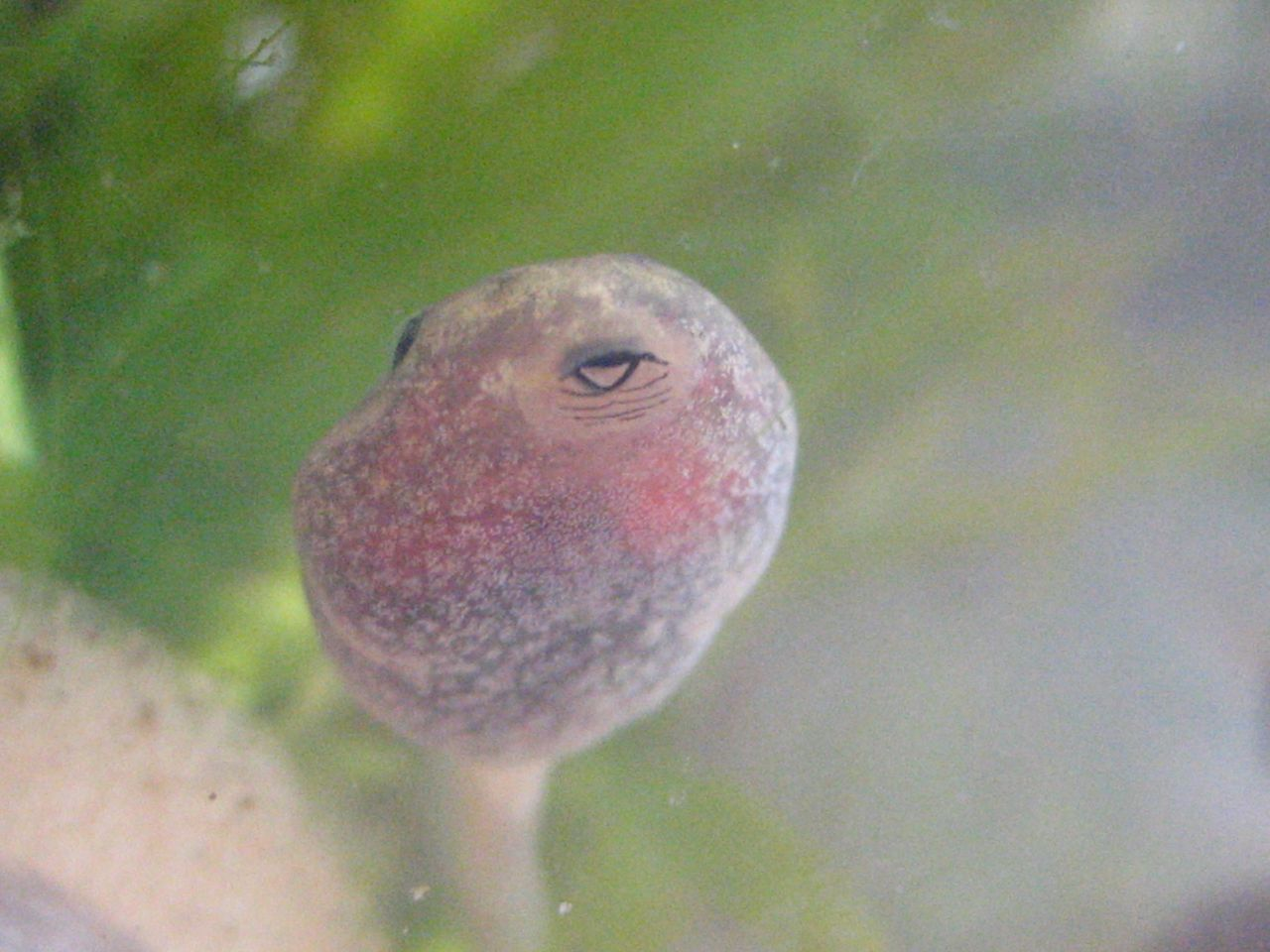
Mund einer Kaulquappe beim Abweiden des Periphytons einer Glasscheibe

## Rolle im Ökosystem
Das Periphyton ist ein wichtiger Bestandteil von limnischen und marinen Ökosystemen. Es stellt die Nahrungsquelle verschiedener Fischgruppen und anderer Wasserlebewesen dar (z. B. für viele Buntbarsche, Karpfenartige oder Kaulquappen), die sie abknabbernd abweiden.